# دانشگاه پوترا
دانشگاه پوترای مالزی به عنوان یکی از دانشگاه‌های دولتی مالزی است که هدایت کنندهٔ تحقیقات مالزی به‌شمار می‌رود. این دانشگاه در سال ۱۹۳۱ میلادی به عنوان دانشکدهٔ کشاورزی آغاز به کار کرد. در دهه هشتاد دانشگاه UPM مالزی (پوترا) در زمینه‌های علوم و تکنولوژی نیز گسترش پیدا کرده و در سال ۱۹۹۴ دانشگاه پوترا UPM (یو پی ام) طرح‌هایی را برای گسترش دانشگاهی پست‌مدرن پایه‌ریزی کرد.
دانشگاه UPM مالزی (پوترا)  از آن پس به مکانی دیگر منتقل شد و نام و اعتبارش فراسوی مرزهای ملی گسترش یافت.
اوج تغییرات یاد شده؛ در نهایت منجر به تبدیل نام دانشگاه به PUTRA شد که به طور رسمی در ۳ آوریل ۱۹۹۷ توسط دکتر ماهاتیر محمد اعلام شد.
امروزه دانشگاه پوترای مالزی با استفاده از امکانات مدرن و پیشرفته، محیطی علمی را برای دانش پژوهان فراهم کرده‌است. پردیس اصلی دانشگاه در Peninsular Malaysia، که نزدیک به دو شهر کوالالامپور و پوتراجایا واقع شده‌است. این دانشگاه با وسعت ۱۱٫۰۸ کیلومتر مربع یکی از بزرگترین دانشگاه‌های مالزی به‌شمار می‌رود.

## رنکینگ
| نام دانشگاه   | اختصاری | رنکینگ بین‌المللی | رنکینگ در سطح آسیا | تعداد دانشجویان |
| ------------- | ------- | ---------------- | ------------------ | --------------- |
| دانشگاه پوترا | UPM     | ۱۵۹              | ۳۴                 | ۱۷٬۷۲۸          |